# 월드 게임
월드 게임(World Games)은 올림픽 경기에 채택되지 않은 스포츠의 종합 국제 경기 대회이다. 1981년 미국의 샌타클래라에서 제1회 대회가 열렸으며, 4년마다 열린다. 스포츠어코드(SportAccord)가 주최하며, 본부는 모나코의 몬테카를로에 있고, 4년마다 개최된다. 대한민국은 제1회 대회부터 태권도를 중심으로 볼링, 보디빌딩 등의 종목에 출전하고 있다.

## 역대 개최년도와 개최지
| 년도 | 개최지                         |
| ---- | ------------------------------ |
| 1981 | 샌타클래라, 캘리포니아주, 미국 |
| 1985 | 런던, 잉글랜드, 영국           |
| 1989 | 카를스루에, 서독               |
| 1993 | 헤이그, 네덜란드               |
| 1997 | 라흐티, 핀란드                 |
| 2001 | 아키타, 일본                   |
| 2005 | 뒤스부르크, 독일               |
| 2009 | 가오슝, 대만                   |
| 2013 | 칼리, 콜롬비아                 |
| 2017 | 브로츠와프, 폴란드             |
| 2022 | 버밍햄, 미국                   |
| 2025 | 청두, 중화인민공화국           |